# Giambattista Vidali

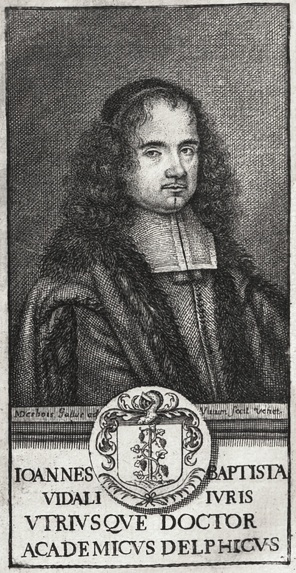
Vidali in un'incisione di Martial Desbois (1630-1700)

Giambattista Vidali, anche Giovanni Battista Vidali (Candia, ... – Venezia, 1679 circa) è stato un poeta italiano di estrazione marinista.

## Biografia
Scarsi i dati biografici sul suo conto. Addottoratosi in utroque iure, fece parte dell’accademia veneziana dei Delfici e a Venezia pubblicò, nel 1677 per i tipi di Nicolò Pezzana, un volume di poesie liriche intitolato I capricci serii delle Muse. Dal suo testamento, dettato il 17 dicembre 1679, lo si conosce figlio di un Michiel e residente in Ca’ Moro, nei pressi della chiesa di Sant’Antonin, dove volle essere sepolto (nella cappella di San Liborio Vescovo).

## Opere
Considerato un saggio esemplare di poesia barocchista, I capricci serii delle Muse è diviso in sei sezioni, a tema sacro, filosofico e morale, ma anche politico, civile e amoroso: “Dio”, “Tempo”, “Nulla”, “Creazione”, “Uomo”, “Divertimenti umani”. Ai Capricci e al loro autore è dedicato un cospicuo elogio nel “Racconto decimo” (Il tribunal della critica) del Cane di Diogene (Venezia 1687) di Francesco Fulvio Frugoni, dove il Vidali viene definito “il Pindaro veneto”. “L’opera” scrive fra l’altro il Frugoni “è nuova […], ma non piace già come nuova, ma come cotanto bella che non ha un neo per cui si possa riputare spiacevole”. In un altro passo del Tribunal della critica Frugoni indica come luogo di nascita del Vidali l’isola di Creta (“non è da stupir ch’egli sia così candido allo stile come di costumi, s’ei nacque in Candia”).

## Un testo esemplificativo
Rammenta che sei polve! Un grave suono
vien per l’orecchio a farmi polve il core:
or giusto è ben che con divoto orrore
mi prostri al suol, s’incenerito io sono.
Pensa, che sarai polve! E un altro tuono
rimbomba del futuro il rio tenore:
così chi vive polve in polve more,
e d’una polve un’altra polve è dono.
Viva tomba a me stesso, il cener fiede
dentro a quest’ossa, e ne l’occaso mio
di duo sepolcri io sia sepolto erede.
Terra sen riede l’uom, quando spario,
perché s’in Dio nel suo finir sen riede,
anche nel principiar fu terra in Dio.
(Giambattista Vidali, Nel giorno delle Ceneri)